# Ana María Ventura
Ana María Ventura (Barcelona, 23 de mayo de 1923-Madrid, 22 de julio de 2021) fue una actriz española.

## Biografía
Se inició en el mundo de la interpretación a una edad temprana a finales de la década de 1940. Ha desarrollado su carrera fundamentalmente sobre los escenarios. Dio sus primeros pasos en la compañía de Isabel Garcés, para pasar en 1950 a la de Catalina Bárcena y desde finales de la década de 1950 a la del Teatro Infanta Isabel con Julia Gutiérrez Caba. 
En 1955, en el Teatro Infanta Isabel de Madrid, participó en el estreno de Sublime decisión escrita y dirigida por Miguel Mihura. A finales del mismo año, estrenó en el Pequeño Teatro Windsor de Barcelona, la obra de André Roussin Bobosse dirigida por Adolfo Marsillach. En 1958 viajó, durante ocho meses a Buenos Aires, Argentina, en la Compañía de Alberto Closas. A su regreso, al comienzo de la década de los 60, estrenó en el Teatro de la Comedia, dos obras escritas y dirigidas por Miguel Mihura: Las entretenidas y La bella Dorotea.

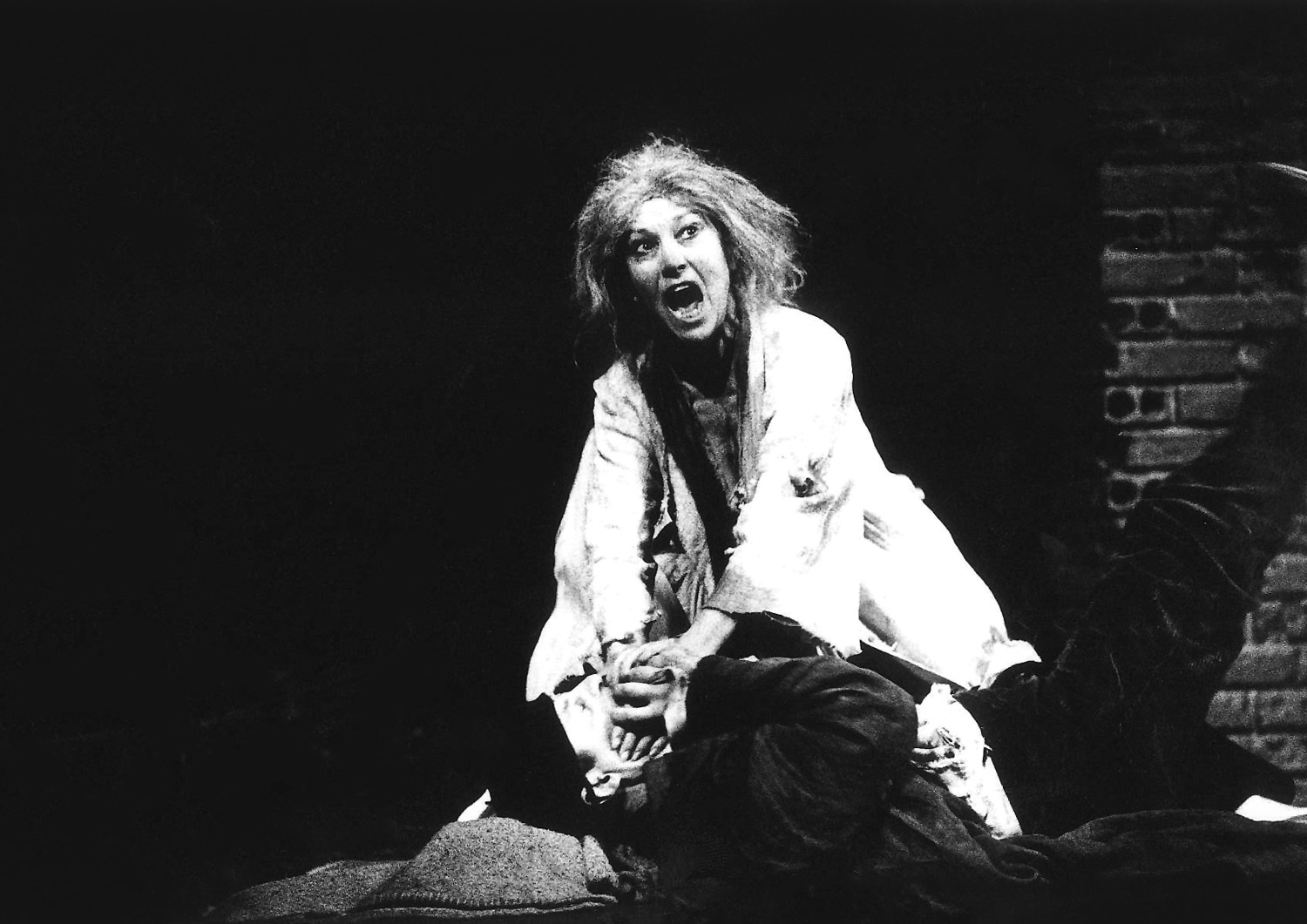
Ana María Ventura como La Sacristana en Las comedias bárbaras, de Ramón María del Valle-Inclán

Después de una nueva estancia en el Teatro Infanta Isabel, José Luis Alonso la contrató para la compañía del Teatro Nacional María Guerrero de la que él es director. Ese contrato se fue renovando anualmente hasta permanecer durante más de 10 años, actuando en obras de Eugene O'Neill, Antonio Gala, Carlos Arniches, Pirandello y de Valle-Inclán: Romance de los lobos, La rosa de papel, La enamorada del rey y después en El círculo de tiza caucasiano de Bertolt Brecht. En verano se hacían giras “Festivales de España”.
En 1969, la compañía realizó una gira de 7 meses, como Embajada Cultural, por casi todo Centroamérica y Sudamérica. A su regreso, el Teatro se encontraba cerrado por reformas y en esa pausa, participó en La marquesa Rosalinda de Valle-Inclán, dirigida por Miguel Narros. 
Más adelante, estrenó en el “Pequeño Teatro” de la calle Magallanes, sede del “Teatro Experimental Independiente” (TEI), la obra Sticks and Bones de David Rabe, titulada en España como Mambrú se fue a la guerra y dirigida por William Layton y José Carlos Plaza. A su regreso al Teatro Nacional María Guerrero, participó en el estreno de Misericordia de Benito Pérez Galdós, con versión de Alfredo Mañas. Con esa obra, la compañía viajó a Lisboa, Praga, Bratislava, al Abbey Theatre de Dublín y al “Teatro de las Naciones” de Varsovia. 
En 1976, participó en el estreno de El Combate de Ópalos y Tasia y La carroza de plomo candente de Francisco Nieva, dirigidas por José Luis Alonso. Se estrenó con la impresión de permanecer pocos días como si fuese Teatro de Cámara y su éxito fue tan grande, que se representó ininterrumpidamente desde abril hasta diciembre. En ese mismo mes de diciembre, fue contratada para interpretar a la hermana de Manuel de Falla en una serie de televisión sobre la vida del maestro, dirigida por Jesús García Dueñas y con la que viajan nuevamente a Buenos Aires, además de Granada, Mallorca…
Actuó también en la compañía de Núria Espert en Otra Fedra, si gustáis de Salvador Espriu, dirigida por Lluís Pasqual, con la que después de actuar en Madrid y gira por España, en 1979 viaja al Maggio Fiorentino en Florencia. 
En 1979, actuó en Tartufo, de Moliere con versión de Enrique Llovet y dirigida por Adolfo Marsillach.

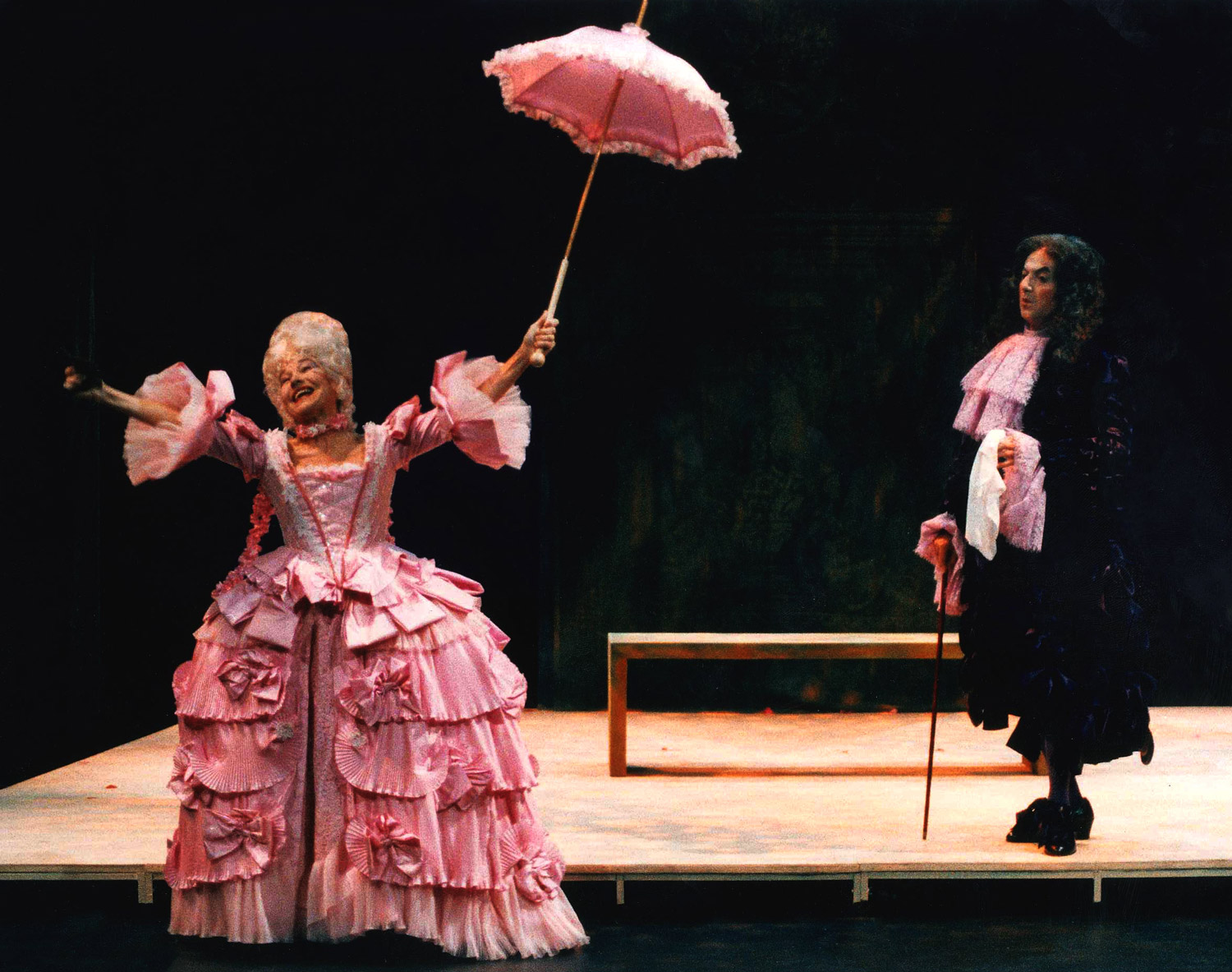
Ana María Ventura como Altisidora en La enamorada del rey (1988), de Ramón María del Valle-Inclán

En el Teatro Español, participó en El galán fantasma del dramaturgo español Pedro Calderón de la Barca, con dirección de José Luis Alonso (representada también en el Festival de Almagro) y en Don Álvaro y la fuerza del sino del Duque de Rivas, con versión de Francisco Nieva. Nuevamente en el Teatro María Guerrero, participó en El pato silvestre de Henrik Ibsen, dirigido por José Luis Alonso.
En 1984 actuó en Luces de Bohemia de Valle Inclán, dirigida por Lluís Pasqual, con cuyo montaje viajó a París, Moscú, Leningrado y México. En noviembre de 1985 viajó a Nueva York, para participar en unas lecturas de textos de Valle-Inclán dirigidos por Juan Antonio Hormigón en el "Montclair State Collage” de Nueva Jersey.
En 1992 intervino en Las comedias bárbaras de Valle Inclán dirigidas por José Carlos Plaza. 
Dirigida por Francisco Nieva actuó en Tirante el Blanco basada en la novela del escritor Joanot Martorell. Del propio Francisco Nieva estrena 6 de sus obras originales: El combate de Ópalos y Tasia, La señora Tártara, El baile de los ardientes, Coronada y el toro, Los españoles bajo tierra y Pelo de tormenta. 
En 1993, se presentó en Barcelona actuando en Las amistades peligrosas de Pierre Choderlos de Laclos, con dirección de Pilar Miró.
En la compañía “Geografías Teatro”, el 15 de noviembre de 1995 y hasta 1996, estrenó Kvetch de Steven Berkoff, dirigida por José Pascual. En octubre de 1998 viajó al Festival de Teatro de Manizales, Colombia, donde se presentarán con una trilogía de Francisco Nieva.
Posteriormente participó en la obra Tío Vania de Anton Chéjov, dirigida por Miguel Narros. También con dirección de Narros en Doña Rosita la soltera interpretando el papel de Madre de las solteronas, por el que obtuvo una nominación como mejor actriz de reparto, en la octava edición de los Premios Max de Teatro de 2005.
Su última actuación ha sido en 2011, en el Teatro María Guerrero, con la obra Woyzeck del alemán Georg Büchner, dirigida por Gerardo Vera.
En varias ocasiones ha reconocido, que en su larga trayectoria, aprendió -sin excepción- de todos los directores con los que trabajó, pero que su gran maestro fue José Luis Alonso.
También realizó incursiones en cine. Entre las películas rodadas, merecen especial mención Nunca pasa nada de Juan Antonio Bardém, La colmena (1982) y La casa de Bernarda Alba (1987) ambas de Mario Camus y Tata mía, de José Luis Borau.
Estuvo casada con el actor José Luis López Vázquez entre 1951 y 1960. No tuvieron hijos.

## Teatro (selección)

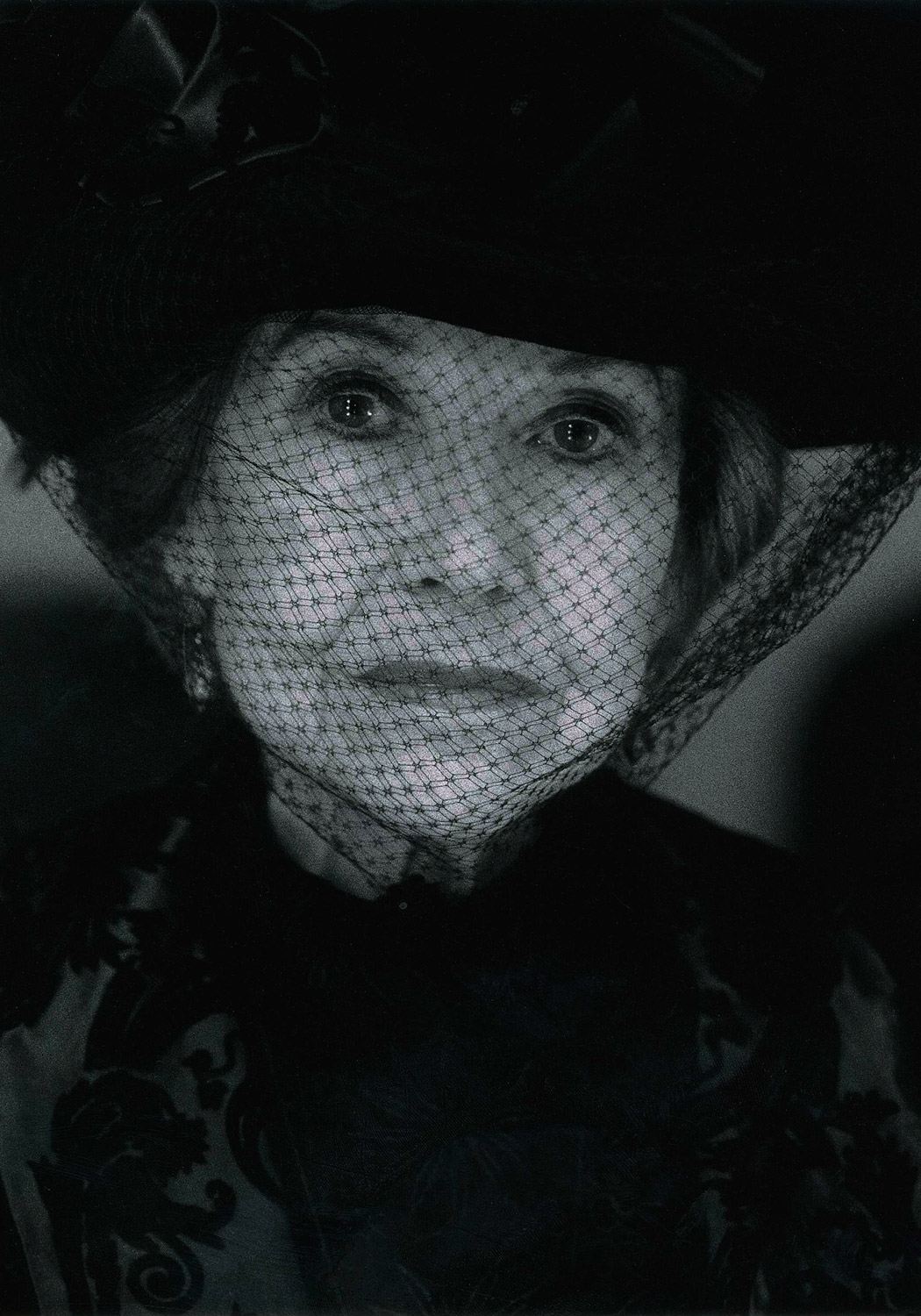
Ana María Ventura como madre de las solteronas en Doña Rosita la soltera (2004) de Federico García Lorca. Fotografía: Sergio Parra

| - Woyzeck (2011), de Georg Büchner. - Doña Rosita la soltera (2004), de Federico García Lorca. - Tío Vania (2002), de Antón Chéjov. - La enamorada del rey (1988), de Valle-Inclán. - Tirante el Blanco (1987), de Joanot Martorell. - Luces de Bohemia (1984), de Valle-Inclán. - Don Álvaro o la fuerza del sino (1983), del Duque de Rivas - Coronada y el toro (1982), de Francisco Nieva - El pato silvestre (1982), de Ibsen. - El galán fantasma (1981), de Pedro Calderón de la Barca. - La señora Tártara (1980), de Francisco Nieva. - La carroza de plomo candente (1976) de Francisco Nieva. - La feria de Cuernicabra (1975), de Alfredo Mañas. - Dulcinea (1972), de Gastón Baty. - Misericordia (1972) de Benito Pérez Galdós - El círculo de tiza caucasiano, de Bertolt Brecht. - Romance de lobos (1970), de Valle-Inclán. - Tres sombreros de copa (1969), de Miguel Mihura. - Así es (si así os parece) (1967), de Luigi Pirandello. - La enamorada del rey (1967), de Valle-Inclán. | - El señor Adrián, el primo (1966), de Carlos Arniches. - El sol en el hormiguero (1966), de Antonio Gala. - A Electra le sienta bien el luto (1965), de Eugene O’Neill. - Todos eran mis hijos (1963), de Arthur Miller. - La bella Dorotea (1962), de Miguel Mihura. - Las entretenidas (1962), de Miguel Mihura. - Al final de la cuerda (1962), de Alfonso Paso. - El cenador (1960), de Alec Coppel. - Los años del Bachillerato (1960), de José André Lecou. - Crimen contra el reloj (1960), de Frank Launder. - Cosas de papá y mamá (1960), de Alfonso Paso. - Coartada (1959), de Agatha Christie. - ¡Sublime decisión! (1955), de Miguel Mihura. - Bobosse (1955), de André Roussin - Don Gil de las calzas verdes (1953), de Tirso de Molina. - Un día de abril (1952), de Doddie Smith. - La condesa de la banda (1950), de Manuel Halcón. - Mamá (1950), de Gregorio Martínez Sierra. - Por amor se pierde el juicio (1949), de Pascual Guillén. - Retorcimiento (1948), de Tono. |

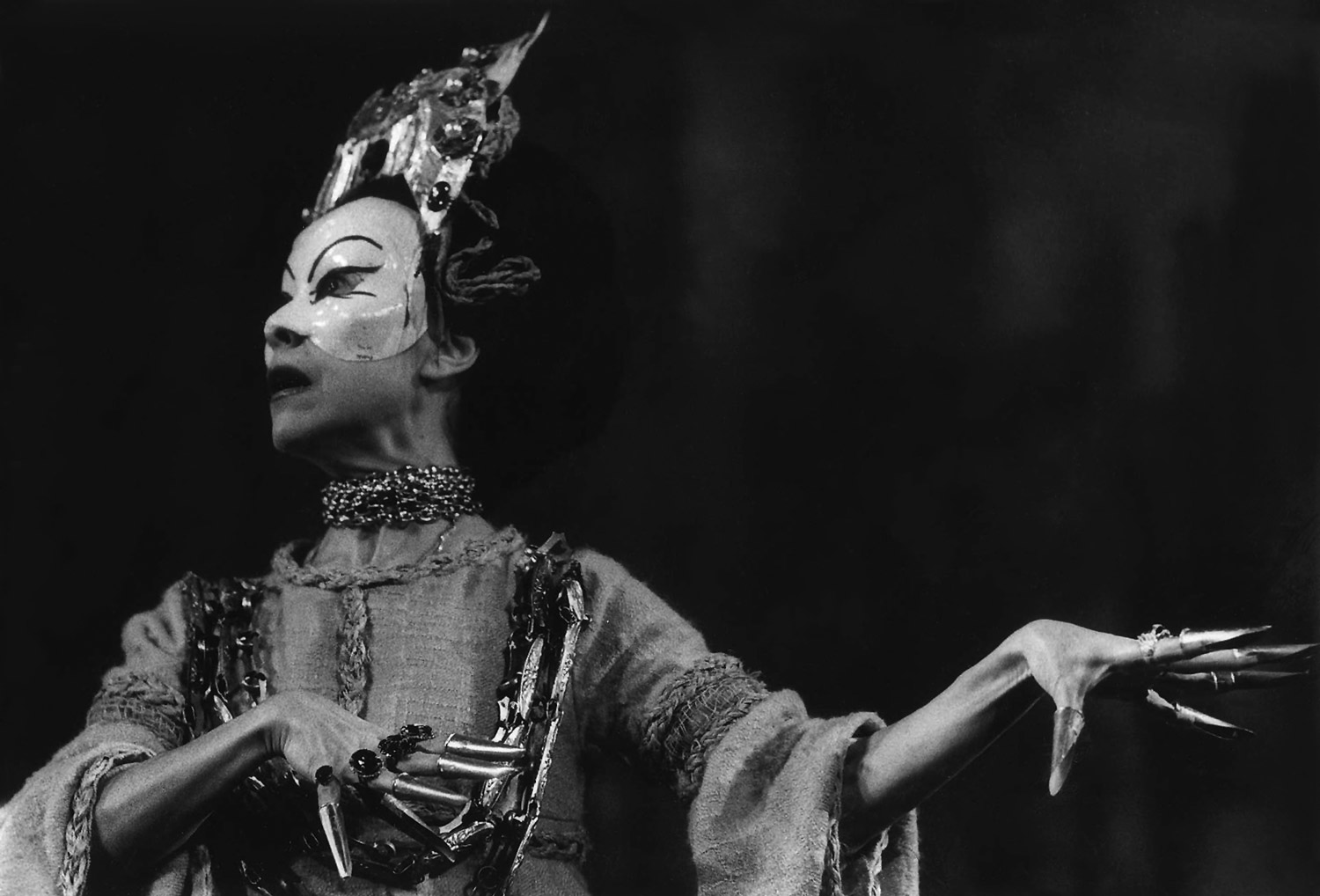
Ana Maria Ventura como Natella Abaschwili en El círculo de tiza Caucasiano, de Bertolt Brecht

## Filmografía

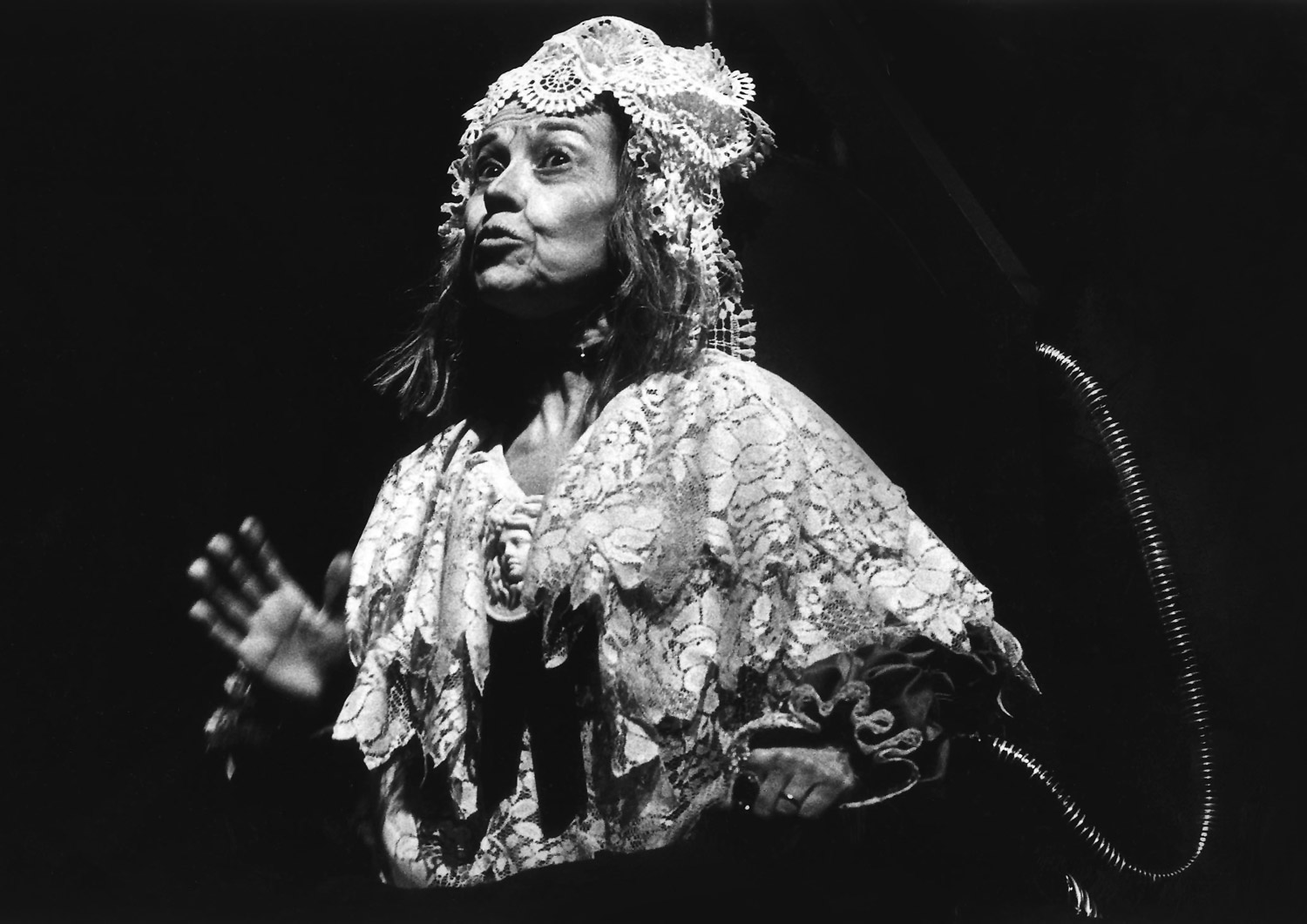
Ana María Ventura en La señora Tártara (1980), de Francisco Nieva.

| - La vida empieza hoy (2010) - Cuarteto de La Habana (1999) - Rosa Rosae (1993) - El baile del pato (1989) - La casa de Bernarda Alba (1987) - Tata mía (1986) - Manuel y Clemente (1986) - La colmena (1982) - La espada negra (1976) - El triangulito (1970) | - ¿Qué hacemos con los hijos? (1967) - Las viudas (1966) - La becerrada (1963) - Nunca pasa nada (1963) - Accidente 703 (1962) - Siempre es domingo (1961) - 091, policía al habla (1960) - Un marido de ida y vuelta (1957) - Suspiros de Triana (1955) - Un día perdido (1955) - Malvaloca (1954) |

## Televisión

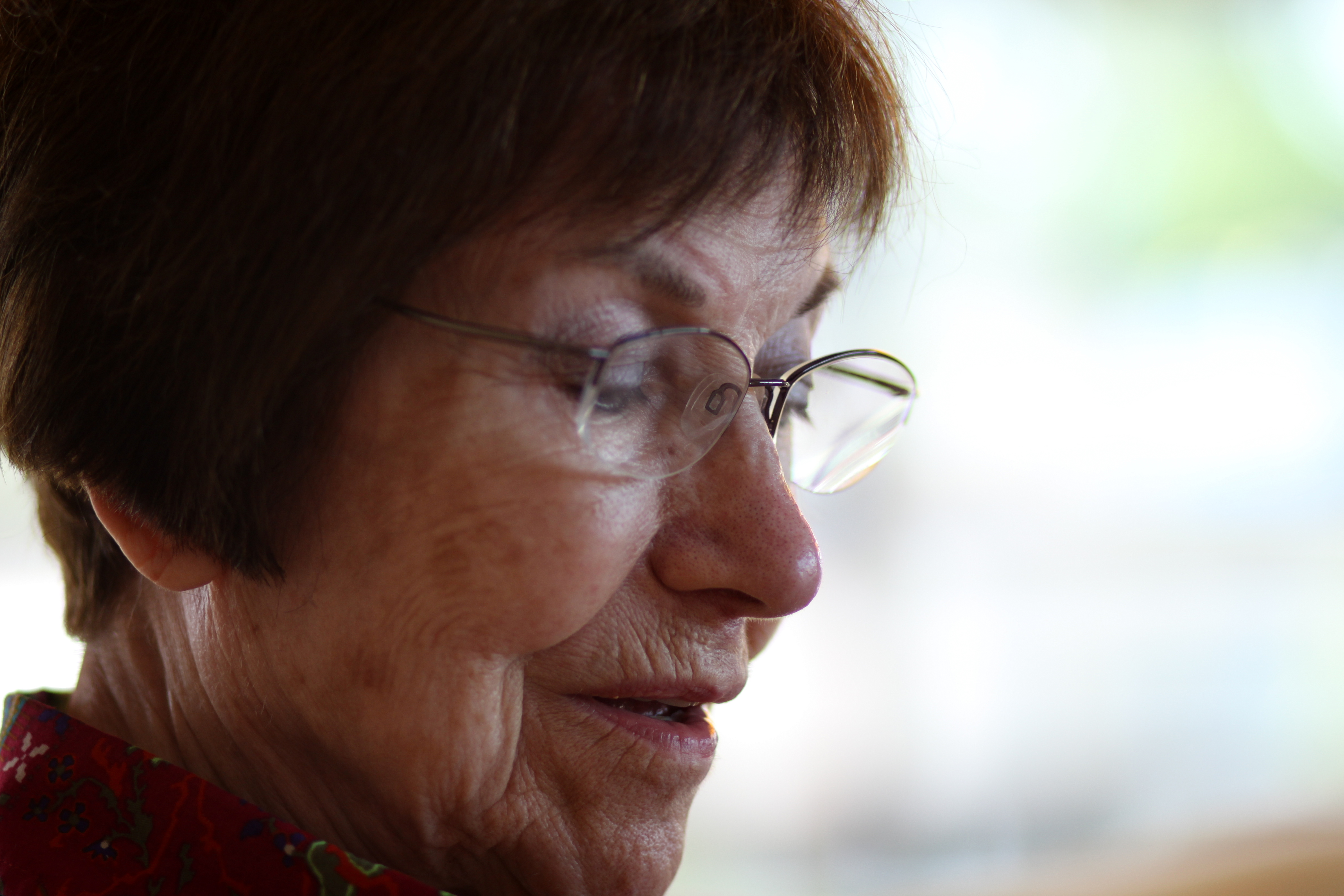
Ana María Ventura (2010)

| - Raquel busca su sitio - Feliz cumpleaños Raquel (14 de febrero de 2000) - Quela, año cero (21 de febrero de 2000) - Vida, muerte, eternidad... etc, etc. (28 de febrero de 2000) - Manos a la obra - Doña Amparo busca amparo (1999) - Quítate tú pa' ponerme yo (1998) - Hermanas - La otra mejilla (1 de enero de 1998) - Estació d'enllaç - Carn crua (21 de enero de 1997) - Pepa y Pepe - Episodio 1.8 (13 de marzo de 1995) - La mujer de tu vida 2 - La mujer vacía (3 de noviembre de 1994) - Farmacia de guardia - Chupi calabaza (1 de julio de 1993) - Eva y Adán, agencia matrimonial - Tres 'hermanas' para tres hermanos (30 de septiembre de 1990) - La forja de un rebelde - Episodio 1.5 (27 de abril de 1990) - Miguel Servet, la sangre y la ceniza - Tiempos de apocalipsis (1 de marzo de 1989) | - Lorca, muerte de un poeta - La residencia (5 de diciembre de 1987) - Veraneantes (1985) - El jardín de Venus - Pedro Saputo (3 de enero de 1984) - Teatro breve - La familia de la Sole (21 de febrero de 1980) - Con toda felicidad (23 de mayo de 1980) - Amor Imposible (20 de noviembre de 1980) - Este señor de negro - Las apariencias (29 de octubre de 1975) - Silencio, estrenamos - Fecha de episodio 17 de abril de 1974 (17 de abril de 1974) - Estudio 1 - La bella Dorotea (17 de octubre de 1967) - La herida luminosa (9 de abril de 1968) - Misericordia (25 de abril de 1977) - Una mujer sin importancia (6 de julio de 1980) - Hoy es fiesta (20 de marzo de 1981) - El pato silvestre (6 de diciembre de 1982) - Primera fila - El viaje de Mr. Perrichon (18 de mayo de 1965) |